# Turbinaria stellulata

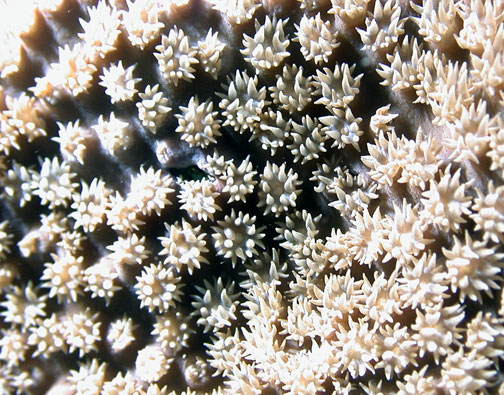
Detalle de pólipos expandidos de T. stellulata

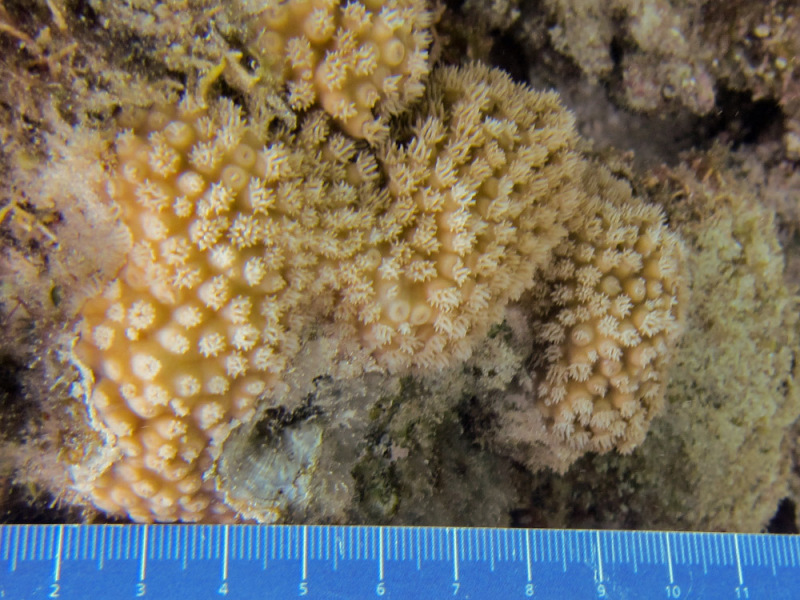
Colonia de T. stellulata en isla Lizard, Australia

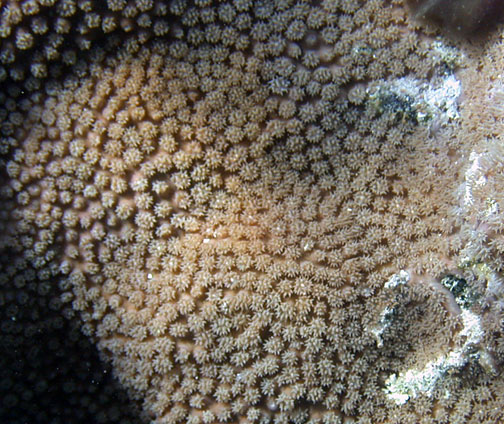
Turbinaria stellulata en Samoa Americana

Turbinaria stellulata es una especie de coral duro, de la familia Dendrophylliidae, orden Scleractinia.
Esta especie se encuadra en los corales hermatípicos, que tienen algas zooxantelas y son constructores de arrecifes.

## Morfología
Es la única especie del género, fácilmente reconocible, porque desarrolla la colonia de forma incrustante sobre rocas u otros corales muertos. En algunos hábitats también se forman colonias en forma de loma.
Son colonias submasivas. Los coralitos son cónicos, con muros gruesos, y miden unos 2,5 mm de diámetro. El tamaño máximo de las colonias es de 50 cm.
Los pólipos son muy pequeños y están espaciados en la superficie de la colonia. Presentan unas células urticantes denominadas nematocistos, empleadas en la caza de presas microscópicas de fitoplancton. 
Su coloración varía del marrón al verde, aunque también ocurren ejemplares en amarillo, rosa o púrpura.

## Alimentación
Los pólipos contienen algas simbióticas; mutualistas (ambos organismos se benefician de la relación) llamadas zooxantelas. Las algas realizan la fotosíntesis produciendo oxígeno y azúcares, que son aprovechados por los pólipos, y se alimentan de los catabolitos del coral (especialmente fósforo y nitrógeno). Esto les proporciona entre el 75 y el 95% de sus necesidades alimenticias. El resto lo obtienen atrapando plancton microscópico y materia orgánica disuelta del agua.

## Reproducción
Se reproducen tanto asexualmente, por gemación, como sexualmente, liberando gran cantidad de esperma y huevos a la columna de agua, donde, una vez producida la fertilización, las larvas planctónicas deambulan por el agua arrastradas por las corrientes, antes de metamorfosearse en pólipos sésiles y generar una nueva colonia.

## Hábitat y distribución
Su distribución geográfica comprende el Indo-Pacífico, desde la costa este africana y el Mar Rojo, hasta el Pacífico central.
Es especie nativa de Arabia Saudí; Australia; Birmania; Camboya; Comoros; Egipto; Eritrea; Filipinas; Fiyi; Guam; India; Indonesia; Israel; Japón; Jordania; Kenia; Kiribati; Kuwait; Madagascar; Malasia; islas Maldivas; Islas Marianas del Norte; Islas Marshall; Mauritius; Mayotte; Micronesia; Mozambique; Nauru; Nueva Caledonia; Palaos; Papúa Nueva Guinea; Reunión; Samoa; Samoa Americana; Seychelles; Singapur; Islas Salomón; Somalia; Sri Lanka; Sudán; Tailandia; Taiwán(China); Tanzania; Tuvalu; Vanuatu; Vietnam; Wallis y Futuna; Yemen y Yibuti.
Se ubican en zonas soleadas del arrecife, en laderas superiores de aguas claras, entre 2 y 15 m de profundidad. Al contrario que las otras especies del género, no suelen habitar en aguas turbias.

## Mantenimiento
Los Turbinaria son razonablemente robustos y agradecidos, tanto a la luz, como a la corriente. Una luz de moderada a alta satisfará a la mayoría de las colonias aclimatadas al acuario. Respecto a la corriente, parecen ser agradecidas a cualquier tipo, ya que adaptan su crecimiento al medio que les rodea.
Es un género poco agresivo con otros corales. De todos modos, cuando se le molesta, desprende un mucus que puede dañar a otros corales próximos. Aunque tengan zooxantelas, hay que alimentarlos con microplancton, al menos dos veces por semana.

## Conservación
Como todos los corales, esta especie está incluida en el Apéndice II de CITES. T. stellulata está ampliamente distribuida y, no es común en su rango. Las tendencias de la población son desconocidas, pero se pueden inferir a tenor de la degradación del hábitat, debido principalmente al cambio climático y a la acidificación del océano. Esta estimación de la degradación del hábitat, más la reducción del 36% de la población en tres generaciones, o 30 años, son los parámetros que han determinado a la Unión Internacional para la Conservación de la Naturaleza, UICN, a incluir la especie en la categoría de Vulnerable, bajo el criterio A4c.

### Acciones de conservación
Partes del rango de distribución de la especie están incluidas en áreas marinas protegidas. Las medidas para la conservación de la especie incluyen investigaciones sobre taxonomía, población, abundancia y tendencias, estado ecológico y del hábitat; amenazas y resiliencia a las mismas; identificación, establecimiento y gestión de nuevas áreas protegidas, expansión de las existentes; reproducción artificial y crio-conservación de gametos.